# 本多正堅
本多 正堅（ほんだ まさかた）は、江戸時代中期の駿河国田中藩の世嗣。官位は従五位下・紀伊守。

## 略歴
2代藩主・本多正珍の長男として誕生。幼名は亀五郎、三彌。
田中藩世嗣であったが、家督相続前の宝暦7年（1757年）に22歳で死去した。代わって、弟・正供が嫡子となった。
法名は彰信祗承院。